# Христианство в Ботсване
Христианство в Ботсване — крупнейшая религия в стране.
По данным исследовательского центра Pew Research Center в 2010 году в Ботсване проживало 1,45 млн христиан, которые составляли 72,1 % населения этой страны. Энциклопедия «Религии мира» Дж. Г. Мелтона оценивает долю христиан в 2010 году в 65,7 % (1,28 млн верующих).
Крупнейшим направлением христианства в стране является протестантизм. В 2000 году в Ботсване действовало 3,4 тыс. христианских церквей и мест богослужения, принадлежащих 211 различным христианским деноминациям.

## Экуменизм
В 1966 году основан Совет церквей Ботсваны, который объединяет 35 церквей и христианских организаций Ботсваны и входит в состав Всемирного совета церквей и Содружества христианских советов Южной Африки. 